# 사운드 오브 뮤직 (라디오 프로그램)
《사운드 오브 뮤직》은 조정식 아나운서의 진행으로 SBS 파워FM에서 방송되었던 라디오 프로그램이다.
이 프로그램의 제목을 줄여서 조솜이라고 한다. 2015년 11월 2일 방송을 끝으로 16년 만에 이 프로그램은 폐지되며 후속작으로는 고릴라 캐스트가 방송된다.

## 편성 상 특징
SBS 파워FM의 정규방송 편성 기준은 매일 새벽 4시 55분부터 5시까지 방송하는 여기는 SBS 파워FM을 기점으로 나뉘나, 이 프로그램의 편성 시간은 매일 새벽 4시부터 6시까지로 규정되어 있어, 일일 정규방송의 기점을 걸쳐서 방송하게 된다. 예전에는 새벽 3시에서 새벽 5시까지 방송되었으나 2013년 4월 15일부터 SBS 라디오 봄 개편으로 새벽 4시에서 아침 6시까지 방송하게 된 것.

## 코너

### 매일 코너
- 사연과 신청곡
- 딩동 편지왔어요
- 굿모닝 콜
- 힐링타임 사람을 읽다
- 당신의 새벽 풍경
- 내 마음의 나침반 (주말)
- DJ 추천곡 (주말)

### 요일별 코너
- 월요일 - Music world tour
- 화요일 - I Love TV, I Love CF
- 수요일 - 입을 맞추다
- 목요일 - It's 뮤지션
- 금요일 - 핫 신상뮤직
- 토요일 - 영화, 같이 볼래요?, 주말엔 못다한 송
- 일요일 - Go Back 할까요, 주말엔 못다한 송

## 역대 진행자
- 1대-이병희 : 1999년 4월 26일 ~ 2007년 4월 15일
- 2대-이현경 : 2007년 4월 16일 ~ 2009년 4월 12일
- 3대-이병희 : 2009년 4월13일 ~ 2010년 3월 28일
- 4대-최혜림 : 2010년 3월 29일 ~ 2012년 2월 5일
- 5대-유혜영 : 2012년 2월 6일 ~ 2014년 1월 13일
- 6대-조정식 : 2014년 1월 14일 ~ 2015년 11월 2일

## 동시간대 지역 프로그램
다음 지역민방 프로그램은 4시-6시 사이에 방송된다. 단 kbc My FM, TJB POWER FM, JTV MAGIC FM, G1 Fresh FM, JIBS New Power FM은 조정식의 사운드 오브 뮤직 대신 자체프로그램을 내보낸다. 그러나 KNN 라디오는 동시간대 유일하게 조정식의 사운드 오브 뮤직을 자체편성없이 내보내는데 TBC Dream FM(야구시즌 한정 재송출), CJB JOY FM는 4시 ~ 4시 55분까지 방송되는 1부, ubc Green FM은 5시 ~ 6시까지 방송되는 2부까지 내보낸다.
| 프로그램                                           | 지역                               | 방송국            | 진행자                |
| -------------------------------------------------- | ---------------------------------- | ----------------- | --------------------- |
| 별이 내리는 뜨락(04:00~04:55)                      | 대구광역시·경상북도                | TBC Dream FM      | 김대진                |
| 김도휘의 가요퍼레이드(05:00~06:00)                 | 대구광역시·경상북도                | TBC Dream FM      | 김도휘                |
| 뮤직에세이                                         | 대전광역시·세종특별자치시·충청남도 | TJB POWER FM      | 최승희                |
| 새벽을 여는 친구 최지현입니다(05:00~06:00)         | 충청북도                           | CJB JOY FM        | 최지현                |
| My FM 사운드 오브 뮤직(03:00~06:00)                | 광주광역시·전라남도                | kbc My FM         | 구희선 (연출)         |
| 김현서의 잠 못 드는밤 그대는(03:00~05:00)          | 울산광역시                         | ubc Green FM      | 김현서                |
| 논스톱 음악산책(월~토 04:00~06:00, 일 04:00~04:55) | 전라북도                           | JTV MAGIC FM      | 황윤택 (연출)         |
| 신명! 우리가락속으로(일 05:00~06:00)               | 전라북도                           | JTV MAGIC FM      | 이항윤                |
| 뮤직블로그(03:00~05:00)                            | 강원도                             | G1 Fresh FM       | 박지연, 오유진 (연출) |
| 홍주연의 행복한 아침(05:00~06:00)                  | 강원도                             | G1 Fresh FM       | 홍주연                |
| 행복한 아침(03:00~06:00)                           | 제주특별자치도                     | JIBS New Power FM |                       |

## 동시간대 경쟁 프로그램
- 더 가까이 고민정입니다 (3:00~4:55) (KBS 쿨FM)
- 정다은의 상쾌한 아침 (5:00~6:00) (KBS 쿨FM)
- 출발 해피FM 김성은입니다 (5:00~7:00) (KBS 해피FM)
- 김범도의 새벽다방 (3:00~4:55) (MBC 표준FM)
- 건강한 아침 황선숙입니다 (5:05~6:00) (MBC 표준FM)
- 김정일의 생생가요 (4:00~5:00) (SBS 러브FM)
- 차예린의 SONG4U (4:00~4:55) (MBC FM4U)
- 비포 선라이즈 이성배입니다 (5:00~6:00) (MBC FM4U)

## 비고
매달 마지막 주 화요일은 관악산 송신소의 방송장비 점검과 더 나은 방송수신을 위해 새벽 2시~5시까지 계획정파를 실시하므로 매일 오전 4시부터 4시 55분까지 송출하는 1부는 방송되지 않는다. (빅스 엔 케이팝, 애프터 클럽, 사운드 오브 뮤직 1부)
따라서 2부가 1부를 대신한다.